# برن-لو-کنت
شهر برن‌-لو-کُنت (به فرانسوی: Braine-le-Comte) در شهرستان سوئنیه  در استان انو  در منطقه فدرال والوون در کشور بلژیک واقع شده‌است.